# 陸軍司令部 (イギリス)
陸軍司令部（りくぐんしれいぶ、英語: Army Headquarters）は、イギリス陸軍の最高指揮機関。ハンプシャー州マールボロ宿営地に所在する。

## 概要
2011年11月1日、イギリス陸軍の指揮系統の再編によって、これまでの陸軍総司令官指揮から陸軍参謀総長指揮に変更となり、ハンプシャー州アンドーヴァーに所在するマールボロ宿営地に陸軍司令部が新設された。
陸軍司令部の新設にあたり、マールボロ宿営地には司令部庁舎2棟が新築され、それぞれにスペイン継承戦争での戦地から「ブレニム」（ブレンハイムの戦い）と
「ラミリーズ」（ラミイの戦い）と名付けられている。

## 指揮系統
イギリス陸軍再編計画の「アーミー2020リファイン」に基づき、陸軍参謀総長を頂点として5つの中将級ポストが配下にあり、参謀副総長、野戦軍司令官、本部コマンド司令官、連合緊急対応軍団司令官、統合ヘリコプターコマンド司令官が配置されている。